# リトル・ジョー5号
リトル・ジョー5号（リトル・ジョー5ごう、英: Little Joe 5）はアメリカ合衆国のマーキュリー計画の一環として行われた、マーキュリー宇宙船の無人の大気圏内発射試験である。飛行の目的はマーキュリー宇宙船 (第3号機) と緊急脱出用ロケットに、上昇中の空気抵抗が最も強烈になる瞬間に点火することだった。5号は1960年11月8日、バージニア州ワロップス島から発射されたが、打ち上げから16秒後に緊急脱出用ロケットとその切離し用のロケットが予定より早く点火してしまった。またロケット、宇宙船、脱出ロケットを目的どおり分離することにも失敗した。機体は一体となったまま大西洋に落下し、破壊した。最高高度は16.2キロメートル、飛行距離は20.9キロメートルだった。宇宙船とロケットの残骸の一部は、後の飛行の分析のため海底から回収された。